# Aooo
Aooo es una banda de rock japonés formada en agosto de 2023, el nombre deriva del grupo sanguíneo de cada uno de los miembros.

## Historia
Es considerado un super grupo, debido a que la banda está compuesta por artistas de trayectoria como Riko Ishino, una antiguo miembro del grupo «Idol Renaissance», Hikaru Yamamoto como bajista soporte en las presentaciones en vivo de YOASOBI y Tsumiki con pasado en el grupo «NOMELON NOLEMON» como baterista y compositor.
Lanzaron su primer álbum homónimo el 16 de octubre de 2024 a través del sello discográfico Echoes. En 2025 compusieron «Mahō Spice» como tema de cierre del anime Witch Watch.

## Discografía

### EPs
- Fooocus, 2025

### Álbumes
- Aooo, 2024

### Sencillos
- Salad Bowl (サラダボウル), 2024.
- Yellow Toy (イエロートイ), 2024.
- Repeat (リピート), 2024.
- Apathy (アパシー), 2024.
- Blue Smoke (青い煙), 2024.
- Fragile Night (フラジャイル・ナイト), 2025.
- Yankeee (ヤンキ), 2025.